# Liste des joueurs du KRC Gand
Cette liste reprend les 466 joueurs de football qui ont évolué au KRC Gand depuis la fondation du club, sous toutes ses appellations :
- 1899-1925 : Racing Club de Gand
- 1925-1969 : Royal Racing Club de Gand
- 1969-1987 : Royal Racing Club Gand
- 1987-1999 : Royal Racing Club Heirnis Gand
- 1999-2000 : Royal Racing Club Gand
- 2000-2002 : Royal Racing Club Gand-Zeehaven
- 2002-2016 : K. Racing Club Gand-Zeehaven
- 2016-... : K. Racing Club Gand

Date de mise à jour des joueurs et de leurs statistiques : 19 novembre 2012
- Haut – A
- B
- C
- D
- E
- F
- G
- H
- I
- J
- K
- L
- M
- N
- O
- P
- Q
- R
- S
- T
- U
- V
- W
- X
- Y
- Z

## A
| Joueur               | Nationalité | Position          | Date de naissance | Période(s)           | Matches (dont D1) | Buts | Jaunes | Rouges |
| -------------------- | ----------- | ----------------- | ----------------- | -------------------- | ----------------- | ---- | ------ | ------ |
| Mario Aelbrecht      | Belgique    | Gardien de but    | 30/05/1970        | 1989-1990            | 0 (0)             | 0    | 0      | 0      |
| Ishan Altunkalem     | Belgique    | ?                 | 24/05/1982        | 2001-2002            | 1 (0)             | 0    | 0      | 0      |
| Imad Amazou          | Belgique    | ?                 | 11/07/1986        | 2012-2013            | 0 (0)             | 0    | 0      | 0      |
| Thomas Ampe          | Belgique    | Milieu de terrain | 9/07/1983         | 2002-2003, 2005-2009 | 94 (0)            | 21   | 7      | 0      |
| Albert Anyjon        | Belgique    | ?                 | ?                 | 1961-1965            | 0 (0)             | 0    | 0      | 0      |
| Georges Arts         | Belgique    | ?                 | 10/07/1969        | 1997-1999            | 54 (0)            | 13   | 4      | 1      |
| Samuel Aryeetey      | Belgique    | ?                 | 2/02/1958         | 1989-1991            | 0 (0)             | 0    | 0      | 0      |
| Orlin Asenov         | Belgique    | ?                 | 12/10/1984        | 2003-2004            | 1 (0)             | 0    | 0      | 0      |
| Orestis Athanassiu   | Belgique    | ?                 | 28/05/1994        | 2012-2013            | 0 (0)             | 0    | 0      | 0      |
| Harold George Austin | Belgique    | ?                 | ?                 | 1911-1914            | 0 (0)             | 0    | 0      | 0      |
| Alexis Ayala Fajardo | Belgique    | ?                 | 20/06/1994        | 2012-2013            | 0 (0)             | 0    | 0      | 0      |

## B
| Joueur             | Nationalité | Position          | Date de naissance | Période(s) | Matches (dont D1) | Buts | Jaunes | Rouges |
| ------------------ | ----------- | ----------------- | ----------------- | ---------- | ----------------- | ---- | ------ | ------ |
| Bart Baele         | Belgique    | ?                 | 18/10/1979        | 2002-2003  | 1 (0)             | 0    | 0      | 0      |
| Victor Baele       | Belgique    | ?                 | ?                 | 1932-1933  | 18 (18)           | 0    | 0      | 0      |
| Hippolyte Bailleul | Belgique    | ?                 | ?                 | 1923-1928  | 0 (0)             | 0    | 0      | 0      |
| Amidu Bangura      | Belgique    | ?                 | 25/12/1978        | 1996-2001  | 86 (0)            | 18   | 5      | 1      |
| Graham Bassett     | Angleterre  | Attaquant         | 6/10/1964         | 1995-1996  | 28 (0)            | 1    | 5      | 0      |
| Rachid Baouf       | Maroc       | Milieu de terrain | 7/10/1976         | 2000-2001  | 13 (0)            | 1    | 2      | 0      |
| Davy Baudewijn     | Belgique    | ?                 | 14/06/1983        | 2009-2010  | 6 (0)             | 0    | 0      | 1      |
| Gustaaf Beeckman   | Belgique    | ?                 | ?                 | 1920-1922  | 0 (0)             | 0    | 0      | 0      |
| Ricky Begeyn       | Belgique    | Gardien de but    | 20/08/1976        | 1997-1998  | 29 (0)            | 0    | 1      | 0      |
| Filip Benoot       | Belgique    | ?                 | 3/02/1957         | 1988-1989  | 0 (0)             | 0    | 0      | 0      |
| Jens Benoot        | Belgique    | ?                 | 24/01/1987        | 2006-2008  | 36 (0)            | 0    | 7      | 0      |
| Lokombe Betofe     | Belgique    | ?                 | 2/03/1966         | 1988-1989  | 0 (0)             | 0    | 0      | 0      |
| Christophe Bettens | Belgique    | ?                 | 27/02/1974        | 1995-1996  | 16 (0)            | 2    | 0      | 0      |
| Arne Blanckaert    | Belgique    | ?                 | 28/11/1991        | 2011-2012  | 0 (0)             | 0    | 0      | 0      |
| Achille Blancquart | Belgique    | ?                 | ?                 | 1929-1935  | 0 (0)             | 0    | 0      | 0      |
| Guy Bleyen         | Belgique    | ?                 | 23/09/1962        | 1991-1993  | 21 (0)            | 0    | 0      | 0      |
| Kenneth Blomme     | Belgique    | ?                 | 9/05/1981         | 2001-2010  | 144 (0)           | 0    | 21     | 3      |
| Stanley Bollen     | Belgique    | ?                 | 12/05/1959        | 1980-1981  | 0 (0)             | 0    | 0      | 0      |
| Ivan Bombeke       | Belgique    | ?                 | 25/11/1956        | 1989-1990  | 0 (0)             | 0    | 0      | 0      |
| Andy Bontinck      | Belgique    | ?                 | 2/05/1971         | 1991-1993  | 11 (0)            | 0    | 1      | 0      |
| Nico Boone         | Belgique    | ?                 | 12/11/1968        | 1992-1993  | 26 (0)            | 3    | 2      | 0      |
| Tarek Bouachiba    | Belgique    | ?                 | 27/08/1976        | 2002-2003  | 1 (0)             | 1    | 0      | 0      |
| Auguste Bouchez    | Belgique    | ?                 | ?                 | 1919-1920  | 8 (8)             | 0    | 0      | 0      |
| Jan Boukers        | Belgique    | ?                 | ?                 | 1908-1909  | 2 (2)             | 0    | 0      | 0      |
| Marc Bourdeaud'hui | Belgique    | ?                 | 8/06/1966         | 2000-2001  | 0 (0)             | 0    | 0      | 0      |
| Davy Braeckman     | Belgique    | ?                 | 29/01/1981        | 2007-2009  | 42 (0)            | 0    | 1      | 0      |
| Jurgen Braeckman   | Belgique    | ?                 | 15/08/1974        | 1993-1995  | 14 (0)            | 3    | 1      | 0      |
| Nico Braekman      | Belgique    | ?                 | 10/12/1973        | 1997-1999  | 29 (0)            | 0    | 4      | 0      |
| Charles Brion      | Belgique    | ?                 | ?                 | 1933-1935  | 0 (0)             | 0    | 0      | 0      |
| Mario Browaeys     | Belgique    | ?                 | 4/04/1978         | 2005-2010  | 80 (0)            | 12   | 13     | 3      |
| Kevin Brugge       | Belgique    | ?                 | 2/02/1981         | 1999-2001  | 0 (0)             | 0    | 0      | 0      |
| Tom Bruggeman      | Belgique    | ?                 | 16/03/1984        | 2004-2005  | 6 (0)             | 0    | 1      | 0      |
| Aaron Bruning      | Belgique    | ?                 | 19/06/1989        | 2009-2010  | 27 (0)            | 2    | 5      | 0      |
| Selcuk Bulut       | Belgique    | ?                 | 1/09/1989         | 2009-2010  | 1 (0)             | 0    | 0      | 0      |
| Georges Burssens   | Belgique    | ?                 | ?                 | 1913-1914  | 2 (2)             | 0    | 0      | 0      |
| Bruno Buyl         | Belgique    | ?                 | 14/11/1967        | 1988-1996  | 169 (0)           | 101  | 9      | 2      |
| Robert Buyse       | Belgique    | ?                 | ?                 | 1932-1933  | 2 (2)             | 0    | 0      | 0      |
| Karel Buysse       | Belgique    | ?                 | ?                 | 1952-1953  | 2 (2)             | 0    | 0      | 0      |

## C
| Joueur                    | Nationalité | Position          | Date de naissance | Période(s)           | Matches (dont D1) | Buts | Jaunes | Rouges |
| ------------------------- | ----------- | ----------------- | ----------------- | -------------------- | ----------------- | ---- | ------ | ------ |
| Jacques Caluwe            | Belgique    | ?                 | 14/12/1953        | 1980-1981            | 0 (0)             | 0    | 0      | 0      |
| Miguel Capilla            | Espagne     | ?                 | 22/12/1977        | 2001-2002            | 14 (0)            | 2    | 0      | 0      |
| Tommy Careel              | Belgique    | ?                 | 10/06/1973        | 1991-1992, 2005-2007 | 54 (0)            | 6    | 7      | 0      |
| Florentin Carette         | Belgique    | ?                 | ?                 | 1908-1912            | 0 (0)             | 0    | 0      | 0      |
| Robert Casteels           | Belgique    | ?                 | ?                 | 1911-1914            | 0 (0)             | 0    | 0      | 0      |
| Gustaaf Caveye            | Belgique    | ?                 | ?                 | 1926-1927            | 12 (12)           | 0    | 0      | 0      |
| Oğuz Çetin                | Turquie     | ?                 | 26/02/1985        | 2004-2006            | 1 (0)             | 0    | 0      | 0      |
| Éric Ceulemans            | Belgique    | ?                 | 3/01/1963         | 1986-1987            | 0 (0)             | 0    | 0      | 0      |
| Frédéric Chaves d'Aguilar | Belgique    | Milieu de terrain | 8/10/1918         | 1953-1954            | 0 (0)             | 0    | 0      | 0      |
| Jelle Cherlet             | Belgique    | ?                 | 25/05/1988        | 2011-2012            | 20 (0)            | 8    | 1      | 0      |
| Ikeh Chibuzor             | Belgique    | ?                 | 1/12/1978         | 2000-2001            | 17 (0)            | 6    | 2      | 0      |
| Geert Claeys              | Belgique    | ?                 | 21/05/1965        | 1991-1994            | 20 (0)            | 2    | 0      | 0      |
| Robin Claeys              | Belgique    | ?                 | 7/08/1981         | 1999-2001            | 2 (0)             | 0    | 1      | 0      |
| Paul Cocquyt              | Belgique    | ?                 | ?                 | 1912-1921            | 0 (0)             | 0    | 0      | 0      |
| Maurice Colman            | Belgique    | ?                 | ?                 | 1908-1922            | 0 (0)             | 0    | 0      | 0      |
| Davey Colombeen           | Belgique    | ?                 | 10/05/1993        | 2010-2011            | 1 (0)             | 0    | 0      | 0      |
| Henri Colpaert            | Belgique    | ?                 | ?                 | 1912-1926            | 0 (0)             | 0    | 0      | 0      |
| Fernand Commine           | Belgique    | ?                 | ?                 | 1924-1938            | 0 (0)             | 0    | 0      | 0      |
| Rémi Commine              | Belgique    | ?                 | ?                 | 1929-1938            | 0 (0)             | 0    | 0      | 0      |
| Oscar Coolens             | Belgique    | ?                 | ?                 | 1929-1930            | 2 (2)             | 0    | 0      | 0      |
| Frédéric Cools            | Belgique    | ?                 | 15/10/1972        | 1992-1995            | 64 (0)            | 13   | 8      | 0      |
| Georges Coryn             | Belgique    | ?                 | ?                 | 1919-1926            | 0 (0)             | 0    | 0      | 0      |
| Albert Coutrineau         | Belgique    | ?                 | ?                 | 1919-1920            | 6 (6)             | 0    | 0      | 0      |
| Jan Criel                 | Belgique    | ?                 | 20/12/1984        | 2003-2013            | 131 (0)           | 7    | 26     | 1      |
| Achille Crispijn          | Belgique    | ?                 | ?                 | 1929-1932            | 0 (0)             | 0    | 0      | 0      |

## D
| Joueur                | Nationalité | Position          | Date de naissance | Période(s)           | Matches (dont D1) | Buts | Jaunes | Rouges |
| --------------------- | ----------- | ----------------- | ----------------- | -------------------- | ----------------- | ---- | ------ | ------ |
| Laurent Dauwe         | Belgique    | Milieu de terrain | 16/01/1966        | 2000-2001            | 11 (0)            | 2    | 0      | 0      |
| Maarten De Backer     | Belgique    | ?                 | 26/12/1984        | 2005-2007            | 59 (0)            | 3    | 4      | 0      |
| Stefaan De Baere      | Belgique    | ?                 | 15/04/1981        | 1998-1999, 2000-2001 | 1 (0)             | 0    | 0      | 0      |
| Brecht De Baets       | Belgique    | ?                 | 29/02/1984        | 2005-2008            | 38 (0)            | 0    | 5      | 0      |
| Daniel De Bels        | Belgique    | ?                 | ?                 | 1952-1953            | 0 (0)             | 0    | 0      | 0      |
| Jimmy De Block        | Belgique    | ?                 | 3/04/1958         | 1980-1981            | 0 (0)             | 0    | 0      | 0      |
| Gerd De Bruycker      | Belgique    | ?                 | 2/02/1971         | 1997-1998            | 28 (0)            | 0    | 1      | 0      |
| Jean-Luc De Bruycker  | Belgique    | ?                 | 12/10/1963        | 1988-1989            | 0 (0)             | 0    | 0      | 0      |
| Prosper De Bruycker   | Belgique    | ?                 | ?                 | 1923-1935            | 0 (0)             | 0    | 0      | 0      |
| François De Bruyne    | Belgique    | ?                 | 6/01/1925         | 1962-1963            | 0 (0)             | 0    | 0      | 0      |
| Élie De Buck          | Belgique    | ?                 | ?                 | 1952-1953            | 24 (24)           | 6    | 0      | 0      |
| Heywood De Buck       | Belgique    | ?                 | 3/03/1985         | 2009-2010            | 5 (0)             | 0    | 0      | 0      |
| Gino De Canck         | Belgique    | ?                 | 13/09/1976        | 1996-1998            | 10 (0)            | 0    | 1      | 0      |
| Michael De Clerck     | Belgique    | ?                 | 15/03/1988        | 2009-2010            | 0 (0)             | 0    | 0      | 0      |
| Mike De Clerck        | Belgique    | ?                 | 7/10/1991         | 2011-2012            | 1 (0)             | 0    | 0      | 0      |
| Alain De Clercq       | Belgique    | ?                 | 18/05/1969        | 2001-2003            | 43 (0)            | 5    | 5      | 0      |
| John De Corte         | Belgique    | ?                 | 20/02/1981        | 1998-2002            | 23 (0)            | 1    | 0      | 0      |
| Maurice De Corte      | Belgique    | ?                 | 17/09/1890        | 1912-1914            | 0 (0)             | 0    | 0      | 0      |
| Marcel De Corte       | Belgique    | Milieu de terrain | 25/11/1929        | 1947-1950            | 0 (0)             | 0    | 0      | 0      |
| Julien De Croebele    | Belgique    | ?                 | ?                 | 1908-1912            | 0 (0)             | 0    | 0      | 0      |
| Chris De Deyn         | Belgique    | ?                 | 28/03/1968        | 1996-1997            | 21 (0)            | 1    | 1      | 1      |
| Franky De Ghouy       | Belgique    | ?                 | 3/11/1965         | 1990-1991            | 14 (0)            | 2    | 2      | 0      |
| Andres De Glas        | Belgique    | ?                 | 25/02/1986        | 2011-2012            | 12 (0)            | 0    | 0      | 0      |
| Gustave De Groote     | Belgique    | ?                 | ?                 | 1913-1914            | 4 (4)             | 0    | 0      | 0      |
| Benny De Ketele       | Belgique    | ?                 | 22/04/1983        | 2003-2004            | 3 (0)             | 0    | 0      | 0      |
| Joseph De Keukeleire  | Belgique    | ?                 | 24/08/1932        | 1952-1955            | 4 (2)             | 0    | 0      | 0      |
| Anthony De Koker      | Belgique    | ?                 | 29/07/1993        | 2011-2012            | 0 (0)             | 0    | 0      | 0      |
| Gaston De Landtsheer  | Belgique    | ?                 | ?                 | 1933-1934            | 2 (2)             | 2    | 0      | 0      |
| Cyrille De Looze      | Belgique    | ?                 | ?                 | 1919-1927            | 0 (0)             | 0    | 0      | 0      |
| Nick De Maere         | Belgique    | ?                 | 13/12/1982        | 2003-2004            | 1 (0)             | 0    | 0      | 0      |
| Marcel De Maesschalck | Belgique    | ?                 | ?                 | 1932-1935            | 0 (0)             | 0    | 0      | 0      |
| Mario De Man          | Belgique    | ?                 | 18/04/1960        | 1986-1989            | 0 (0)             | 0    | 0      | 0      |
| Gaston De Martelaere  | Belgique    | ?                 | ?                 | 1923-1927            | 0 (0)             | 0    | 0      | 0      |
| Filip De Meyer        | Belgique    | ?                 | 12/02/1981        | 2000-2008            | 103 (0)           | 40   | 10     | 1      |
| Rik De Mil            | Belgique    | ?                 | 15/09/1981        | 1998-2000            | 4 (0)             | 0    | 0      | 0      |
| Kurt De Mol           | Belgique    | ?                 | 13/09/1972        | 1991-1997            | 115 (0)           | 1    | 15     | 3      |
| Julien De Moor        | Belgique    | ?                 | ?                 | 1934-1935            | 4 (4)             | 0    | 0      | 0      |
| Bart De Neve          | Belgique    | ?                 | 18/03/1980        | 1996-1997            | 2 (0)             | 0    | 0      | 0      |
| Emile De Neve         | Belgique    | ?                 | ?                 | 1920-1921            | 2 (2)             | 0    | 0      | 0      |
| Lucien De Pauw        | Belgique    | ?                 | ?                 | 1931-1933            | 0 (0)             | 0    | 0      | 0      |
| Sylvain De Porre      | Belgique    | ?                 | ?                 | 1919-1927            | 0 (0)             | 0    | 0      | 0      |
| Eddy De Puydt         | Belgique    | ?                 | 19/08/1953        | 1978-1979            | 0 (0)             | 0    | 0      | 0      |
| Freddy De Puydt       | Belgique    | ?                 | 30/08/1955        | 1977-1978            | 0 (0)             | 0    | 0      | 0      |
| Maurice De Raeve      | Belgique    | ?                 | ?                 | 1919-1930            | 0 (0)             | 0    | 0      | 0      |
| Paul De Reuck         | Belgique    | ?                 | ?                 | 1932-1935            | 0 (0)             | 0    | 0      | 0      |
| Brecht De Rouck       | Belgique    | ?                 | 29/04/1985        | 2011-2012            | 21 (0)            | 1    | 5      | 1      |
| Jerry De Rouck        | Belgique    | ?                 | 4/12/1962         | 1988-1989            | 0 (0)             | 0    | 0      | 0      |
| Louis De Saint Moulin | Belgique    | ?                 | ?                 | 1912-1913            | 2 (2)             | 0    | 0      | 0      |
| Alain De Smedt        | Belgique    | ?                 | 3/02/1974         | 1990-1993            | 4 (0)             | 0    | 1      | 0      |
| Médard De Smedt       | Belgique    | ?                 | ?                 | 1952-1955            | 4 (4)             | 0    | 0      | 0      |
| Steven De Smedt       | Belgique    | ?                 | 2/03/1986         | 2005-2006            | 2 (0)             | 0    | 0      | 0      |
| Kenneth De Smet       | Belgique    | ?                 | 8/05/1982         | 2000-2002            | 8 (0)             | 0    | 1      | 0      |
| Nelio De Sousa Santos | Belgique    | ?                 | 19/04/1979        | 1999-2000            | 3 (0)             | 0    | 0      | 0      |
| Kirsten De Strijker   | Belgique    | ?                 | 7/07/1980         | 1999-2000            | 1 (0)             | 0    | 0      | 0      |
| Kim De Tant           | Belgique    | ?                 | 5/07/1985         | 2005-2006            | 6 (0)             | 0    | 0      | 0      |
| Léon De Vetter        | Belgique    | ?                 | ?                 | 1921-1922            | 6 (6)             | 2    | 0      | 0      |
| Antoine De Vijlder    | Belgique    | ?                 | 13/04/1951        | 1977-1978            | 0 (0)             | 0    | 0      | 0      |
| Rene De Visscher      | Belgique    | ?                 | 28/12/1910        | 1929-1932            | 0 (0)             | 0    | 0      | 0      |
| Émile De Vos          | Belgique    | ?                 | ?                 | 1909-1910            | 0 (0)             | 0    | 0      | 0      |
| Guy De Vos            | Belgique    | ?                 | 2/10/1970         | 1991-1996            | 98 (0)            | 13   | 7      | 2      |
| Stijn De Vriendt      | Belgique    | ?                 | 3/06/1986         | 2002-2003            | 3 (0)             | 0    | 0      | 0      |
| Laurent De Vriese     | Belgique    | ?                 | 7/01/1990         | 2009-2010            | 1 (0)             | 0    | 0      | 0      |
| Johan De Vrieze       | Belgique    | ?                 | 21/06/1961        | 1990-1991            | 6 (0)             | 0    | 0      | 1      |
| Hector De Waele       | Belgique    | ?                 | ?                 | 1934-1935            | 10 (10)           | 0    | 0      | 0      |
| Karel De Waele        | Belgique    | ?                 | 12/09/1972        | 1996-1997            | 27 (0)            | 10   | 0      | 1      |
| Rémi De Waele         | Belgique    | ?                 | ?                 | 1929-1930            | 4 (4)             | 0    | 0      | 0      |
| Patrick De Wilde      | Belgique    | ?                 | 29/04/1964        | 1994-1995            | 27 (0)            | 2    | 3      | 0      |
| Aloïs De Wulf         | Belgique    | ?                 | ?                 | 1911-1914            | 0 (0)             | 0    | 0      | 0      |
| Léopold De Zutter     | Belgique    | ?                 | ?                 | 1919-1920            | 30 (30)           | 2    | 0      | 0      |
| Dwight Decerf         | Belgique    | ?                 | 21/06/1969        | 1990-1994            | 22 (0)            | 1    | 1      | 0      |
| Jonathan Decoene      | Belgique    | ?                 | 13/03/1993        | 2011-2012            | 1 (0)             | 0    | 0      | 0      |
| François Decoster     | Belgique    | ?                 | ?                 | 1933-1934            | 4 (4)             | 2    | 0      | 0      |
| Kelly Decraene        | Belgique    | ?                 | 4/08/1981         | 1999-2001            | 15 (0)            | 0    | 0      | 0      |
| Kenny Decruyenaere    | Belgique    | ?                 | 28/07/1988        | 2008-2009            | 1 (0)             | 0    | 0      | 0      |
| Luc Dejaegher         | Belgique    | ?                 | 24/04/1958        | 1991-1993            | 38 (0)            | 0    | 0      | 0      |
| Stijn Dekeukeleire    | Belgique    | Attaquant         | 16/03/1984        | 2005-2009            | 90 (0)            | 37   | 4      | 2      |
| Edgard Delfrène       | Belgique    | ?                 | ?                 | 1929-1930            | 2 (2)             | 0    | 0      | 0      |
| Pierre Deloof         | Belgique    | ?                 | ?                 | 1929-1933            | 0 (0)             | 0    | 0      | 0      |
| Klaas Demey           | Belgique    | ?                 | 13/09/1983        | 2001-2003            | 43 (0)            | 4    | 4      | 0      |
| Danny Demeyer         | Belgique    | ?                 | 21/11/1971        | 1990-1992            | 10 (0)            | 1    | 0      | 0      |
| Léon Demol            | Belgique    | ?                 | ?                 | 1911-1912            | 0 (0)             | 0    | 0      | 0      |
| Christophe Denie      | Belgique    | ?                 | 17/10/1966        | 1997-1998            | 28 (0)            | 2    | 4      | 0      |
| Daniel Deprez         | Belgique    | ?                 | 22/11/1933        | 1963-1964            | 0 (0)             | 0    | 0      | 0      |
| Kristof Deprez        | Belgique    | ?                 | 12/12/1981        | 2000-2007            | 124 (0)           | 0    | 8      | 0      |
| Samir Derraz          | Belgique    | ?                 | 11/11/1978        | 2002-2004            | 45 (0)            | 14   | 4      | 0      |
| Pascal Derycke        | Belgique    | ?                 | 23/06/1974        | 1992-1993            | 0 (0)             | 0    | 0      | 0      |
| Rikkie Desloover      | Belgique    | ?                 | 10/08/1974        | 2003-2005            | 60 (0)            | 19   | 1      | 0      |
| Robert Desmet         | Belgique    | ?                 | ?                 | 1908-1909            | 2 (2)             | 0    | 0      | 0      |
| Kristof Desy          | Belgique    | ?                 | 18/05/1972        | 1991-1993            | 4 (0)             | 0    | 0      | 1      |
| Arsène Devos          | Belgique    | ?                 | ?                 | 1927-1935            | 0 (0)             | 0    | 0      | 0      |
| Léopold Devos         | Belgique    | ?                 | ?                 | 1927-1935            | 0 (0)             | 0    | 0      | 0      |
| Maurice Devos         | Belgique    | ?                 | ?                 | 1927-1930            | 0 (0)             | 0    | 0      | 0      |
| Philip D'Haemers      | Belgique    | ?                 | 11/01/1963        | 1986-1987            | 0 (0)             | 0    | 0      | 0      |
| Dean D'Haese          | Belgique    | ?                 | 17/11/1972        | 1993-1995            | 10 (0)            | 0    | 0      | 0      |
| Dick D'Hoore          | Belgique    | ?                 | 20/11/1968        | 1997-1999            | 11 (0)            | 2    | 1      | 0      |
| Roger Diadi-Kisita    | Belgique    | ?                 | 28/08/1969        | 1990-1991            | 2 (0)             | 0    | 0      | 0      |
| José Diaz Y Rodriguez | Belgique    | ?                 | 12/10/1958        | 1980-1987            | 0 (0)             | 0    | 0      | 0      |
| Ronny Dierickx        | Belgique    | ?                 | 15/06/1968        | 1988-1989            | 0 (0)             | 0    | 0      | 0      |
| Sadok Djaziri         | Belgique    | ?                 | 1/02/1968         | 1993-1994            | 0 (0)             | 0    | 0      | 0      |
| Désiré Dobbelaere     | Belgique    | ?                 | ?                 | 1919-1922            | 0 (0)             | 0    | 0      | 0      |
| Jules Doll            | Belgique    | ?                 | ?                 | 1946-1949            | 0 (0)             | 0    | 0      | 0      |
| Seydou Doumbouya      | Belgique    | ?                 | 27/05/1977        | 2005-2006            | 4 (0)             | 1    | 0      | 0      |
| André Duchêne         | Belgique    | ?                 | ?                 | 1948-1949            | 0 (0)             | 0    | 0      | 0      |
| Jozef Dupont          | Belgique    | ?                 | ?                 | 1966-1968            | 0 (0)             | 0    | 0      | 0      |
| David Duquet          | Belgique    | ?                 | 26/10/1970        | 1990-1991            | 5 (0)             | 0    | 1      | 0      |
| Ferhat Duru           | Belgique    | ?                 | 5/08/1989         | 2008-2010            | 1 (0)             | 0    | 0      | 0      |
| Steen Dyg             | Belgique    | ?                 | 26/03/1960        | 1989-1990            | 0 (0)             | 0    | 0      | 0      |
| Sadok Dziri           | Belgique    | ?                 | 1/02/1966         | 1989-1990            | 0 (0)             | 0    | 0      | 0      |

## E
| Joueur             | Nationalité | Position | Date de naissance | Période(s) | Matches (dont D1) | Buts | Jaunes | Rouges |
| ------------------ | ----------- | -------- | ----------------- | ---------- | ----------------- | ---- | ------ | ------ |
| Thierry Eeckman    | Belgique    | ?        | 26/10/1974        | 1993-1997  | 59 (0)            | 0    | 13     | 1      |
| Redgy Elegeert     | Belgique    | ?        | 11/07/1972        | 1989-2003  | 309 (0)           | 15   | 18     | 0      |
| Baki Emirve-Lioglu | Belgique    | ?        | 9/08/1972         | 1991-1992  | 1 (0)             | 0    | 0      | 0      |
| Jan Engels         | Belgique    | ?        | 10/12/1982        | 2009-2010  | 25 (0)            | 10   | 2      | 0      |
| Kenny Engels       | Belgique    | ?        | 3/02/1979         | 1997-2000  | 50 (0)            | 2    | 4      | 0      |
| Ufuk Erdogan       | Belgique    | ?        | 15/08/1981        | 1998-1999  | 0 (0)             | 0    | 0      | 0      |
| Mustafa Erkoc      | Belgique    | ?        | 14/01/1986        | 2010-2011  | 26 (0)            | 4    | 0      | 1      |
| Pierre Erroelen    | Belgique    | ?        | 7/11/1928         | 1952-1953  | 0 (0)             | 0    | 0      | 0      |
| Victor Erroelen    | Belgique    | ?        | 23/12/1916        | 1950-1955  | 0 (0)             | 0    | 0      | 0      |

## F
| Joueur           | Nationalité | Position | Date de naissance | Période(s) | Matches (dont D1) | Buts | Jaunes | Rouges |
| ---------------- | ----------- | -------- | ----------------- | ---------- | ----------------- | ---- | ------ | ------ |
| Edward Faes      | Belgique    | ?        | ?                 | 1932-1933  | 2 (2)             | 0    | 0      | 0      |
| Kevin Fiers      | Belgique    | ?        | 1/07/1990         | 2009-2011  | 4 (0)             | 0    | 1      | 0      |
| Pierre Figeys    | Belgique    | ?        | 22/03/1924        | 1949-1954  | 0 (0)             | 0    | 0      | 0      |
| Albert Forre     | Belgique    | ?        | ?                 | 1934-1935  | 10 (10)           | 0    | 0      | 0      |
| Bruno Fournier   | Belgique    | ?        | ?                 | 1931-1934  | 0 (0)             | 0    | 0      | 0      |
| Gustaaf Fournier | Belgique    | ?        | ?                 | 1931-1934  | 0 (0)             | 0    | 0      | 0      |
| Joseph Francis   | Belgique    | ?        | 6/03/1960         | 1990-1991  | 10 (0)            | 4    | 0      | 0      |
| Jurgen Francois  | Belgique    | ?        | 10/05/1969        | 1990-1993  | 3 (0)             | 0    | 0      | 0      |
| Kevin Frechier   | Belgique    | ?        | 6/08/1985         | 2004-2006  | 54 (0)            | 8    | 2      | 0      |

## G
| Joueur                     | Nationalité | Position  | Date de naissance | Période(s) | Matches (dont D1) | Buts | Jaunes | Rouges |
| -------------------------- | ----------- | --------- | ----------------- | ---------- | ----------------- | ---- | ------ | ------ |
| Adolf Gabriel              | Belgique    | ?         | ?                 | 1929-1930  | 12 (12)           | 6    | 0      | 0      |
| Maurice Galle              | Belgique    | ?         | ?                 | 1919-1928  | 0 (0)             | 0    | 0      | 0      |
| Yves Gardyn                | Belgique    | ?         | 3/07/1972         | 1992-1993  | 0 (0)             | 0    | 0      | 0      |
| Ameth Gaye                 | Belgique    | ?         | 24/05/1982        | 2003-2012  | 98 (0)            | 5    | 32     | 1      |
| Malic Gaye                 | Belgique    | ?         | 14/11/1983        | 2001-2005  | 63 (0)            | 4    | 6      | 1      |
| Bayou Gebrewold-Mulu       | Belgique    | ?         | 24/09/1978        | 1999-2003  | 77 (0)            | 6    | 5      | 0      |
| Dirk Geenens               | Belgique    | ?         | 6/01/1970         | 1990-1991  | 1 (0)             | 0    | 0      | 0      |
| Wim Geeraerts              | Belgique    | Défenseur | 22/02/1975        | 1996-2009  | 362 (0)           | 15   | 29     | 3      |
| Fernando Gonzales Y Alonso | Belgique    | ?         | 12/02/1975        | 1998-1999  | 0 (0)             | 0    | 0      | 0      |
| Gregory Goossens           | Belgique    | ?         | 15/06/1984        | 2003-2005  | 43 (0)            | 0    | 4      | 1      |
| Laurent Grimmonprez        | Belgique    | Attaquant | 14/12/1902        | 1920-1935  | 0 (0)             | 0    | 0      | 0      |
| Elias Gyselinck            | Belgique    | ?         | 1/09/1986         | 2006-2007  | 8 (0)             | 0    | 0      | 0      |

## H
| Joueur                  | Nationalité | Position       | Date de naissance | Période(s)           | Matches (dont D1) | Buts | Jaunes | Rouges |
| ----------------------- | ----------- | -------------- | ----------------- | -------------------- | ----------------- | ---- | ------ | ------ |
| Suleiman Hadzihasanovic | Belgique    | ?              | 9/07/1984         | 2001-2002            | 0 (0)             | 0    | 0      | 0      |
| Didier Haeck            | Belgique    | ?              | 26/12/1983        | 2000-2004            | 31 (0)            | 5    | 4      | 0      |
| Leopold Haesaert        | Belgique    | ?              | ?                 | 1952-1956            | 20 (10)           | 2    | 0      | 0      |
| Patrick Hallaert        | Belgique    | ?              | 15/02/1962        | 1988-1989            | 0 (0)             | 0    | 0      | 0      |
| August Hans             | Belgique    | ?              | ?                 | 1911-1912            | 2 (2)             | 0    | 0      | 0      |
| Frédéric Hanssens       | Belgique    | ?              | 29/05/1982        | 2001-2003            | 32 (0)            | 7    | 2      | 0      |
| Tim Helin               | Belgique    | ?              | 18/08/1986        | 2005-2012            | 25 (0)            | 0    | 2      | 0      |
| Georges Henderick       | Belgique    | ?              | ?                 | 1908-1909            | 18 (18)           | 0    | 0      | 0      |
| Jérémy Henderick        | Belgique    | ?              | 9/04/1986         | 2005-2006            | 15 (0)            | 1    | 0      | 0      |
| Koen Hermans            | Belgique    | ?              | 17/09/1977        | 1998-1999            | 25 (0)            | 1    | 3      | 0      |
| Antonio Herrera-Munoz   | Belgique    | ?              | 14/01/1986        | 2011-2013            | 26 (0)            | 16   | 4      | 1      |
| Yves Heylen             | Belgique    | ?              | 6/12/1973         | 1999-2000            | 1 (0)             | 0    | 0      | 0      |
| Robert Heyse            | Belgique    | ?              | 10/05/1908        | 1925-1934            | 0 (0)             | 0    | 0      | 0      |
| Joan Heyvaert           | Belgique    | ?              | 19/05/1969        | 1989-1994            | 107 (0)           | 5    | 14     | 4      |
| Tom Hofman              | Belgique    | Gardien de but | 31/08/1972        | 1995-1997, 1999-2003 | 163 (0)           | 0    | 3      | 2      |
| Tim Holvoet             | Belgique    | ?              | 8/02/1978         | 1996-1997            | 2 (0)             | 0    | 0      | 0      |
| Bob Hoogenboom          | Belgique    | ?              | 6/05/1949         | 1990-1991            | 15 (0)            | 0    | 1      | 0      |
| Dragan Hrkic            | Belgique    | ?              | 13/08/1961        | 1990-1991            | 3 (0)             | 0    | 1      | 0      |
| Christiaan Hut          | Belgique    | ?              | 18/08/1987        | 2011-2012            | 3 (0)             | 0    | 0      | 0      |
| Jan Huygens             | Belgique    | ?              | 26/10/1976        | 1998-1999            | 19 (0)            | 2    | 1      | 1      |
| Norbert Huylebroeck     | Belgique    | ?              | ?                 | 1908-1910            | 14 (7)            | 0    | 0      | 0      |
| Pieter Huys             | Belgique    | ?              | 27/05/1987        | 2007-2008            | 0 (0)             | 0    | 0      | 0      |

## I
| Joueur         | Nationalité | Position | Date de naissance | Période(s) | Matches (dont D1) | Buts | Jaunes | Rouges |
| -------------- | ----------- | -------- | ----------------- | ---------- | ----------------- | ---- | ------ | ------ |
| Georges Impens | Belgique    | ?        | ?                 | 1952-1955  | 0 (0)             | 0    | 0      | 0      |
| Marcel Impens  | Belgique    | ?        | ?                 | 1952-1953  | 40 (40)           | 0    | 0      | 0      |

## J
| Joueur                   | Nationalité | Position | Date de naissance | Période(s) | Matches (dont D1) | Buts | Jaunes | Rouges |
| ------------------------ | ----------- | -------- | ----------------- | ---------- | ----------------- | ---- | ------ | ------ |
| Tommy Jacobs             | Belgique    | ?        | 10/03/1983        | 2003-2010  | 154 (0)           | 27   | 28     | 2      |
| Frédéric Janssens        | Belgique    | ?        | 30/11/1985        | 2005-2006  | 2 (0)             | 0    | 0      | 0      |
| Samuel Jimenez-Hernandez | Belgique    | ?        | 9/02/1988         | 2011-2013  | 12 (0)            | 4    | 3      | 0      |
| Filip Joos               | Belgique    | ?        | 23/04/1973        | 1999-2000  | 1 (0)             | 0    | 0      | 0      |

## K
| Joueur             | Nationalité | Position          | Date de naissance | Période(s) | Matches (dont D1) | Buts | Jaunes | Rouges |
| ------------------ | ----------- | ----------------- | ----------------- | ---------- | ----------------- | ---- | ------ | ------ |
| Clément Keerstock  | Belgique    | ?                 | 12/10/1902        | 1924-1935  | 0 (0)             | 0    | 0      | 0      |
| Jules Kerner       | Belgique    | ?                 | ?                 | 1912-1930  | 0 (0)             | 0    | 0      | 0      |
| Mustapha Khammal   | Maroc       | Milieu de terrain | 22/04/1968        | 1998-1999  | 6 (0)             | 2    | 0      | 0      |
| André Kiekens      | Belgique    | ?                 | 21/10/1960        | 1989-1992  | 27 (0)            | 3    | 6      | 0      |
| Robert Kolendowicz | Belgique    | ?                 | 26/09/1980        | 1999-2000  | 22 (0)            | 3    | 2      | 0      |
| Ruben Krijnsen     | Belgique    | ?                 | 11/03/1985        | 2008-2009  | 20 (0)            | 3    | 3      | 0      |
| Erdinc Kurtulus    | Belgique    | Défenseur         | 25/11/1985        | 2012-2013  | 0 (0)             | 0    | 0      | 0      |

## L
| Joueur            | Nationalité | Position       | Date de naissance | Période(s) | Matches (dont D1) | Buts | Jaunes | Rouges |
| ----------------- | ----------- | -------------- | ----------------- | ---------- | ----------------- | ---- | ------ | ------ |
| Julien Labroye    | Belgique    | ?              | ?                 | 1986-1987  | 0 (0)             | 0    | 0      | 0      |
| Emiel Lambert     | Belgique    | ?              | ?                 | 1920-1921  | 2 (2)             | 0    | 0      | 0      |
| Patrick Lammens   | Belgique    | ?              | 23/09/1956        | 1976-1979  | 0 (0)             | 0    | 0      | 0      |
| Theo Larbie       | Belgique    | ?              | 21/04/1985        | 2010-2011  | 22 (0)            | 0    | 1      | 1      |
| Kersten Lauwerijs | Belgique    | Gardien de but | 23/02/1984        | 2012-2013  | 0 (0)             | 0    | 0      | 0      |
| Dirk Lemmens      | Belgique    | ?              | 21/05/1960        | 1989-1991  | 16 (0)            | 0    | 1      | 0      |
| Gustaaf Leukemans | Belgique    | ?              | 9/02/1925         | 1949-1953  | 0 (0)             | 0    | 0      | 0      |
| Georges Leysen    | Belgique    | ?              | ?                 | 1919-1921  | 0 (0)             | 0    | 0      | 0      |
| Miguel Libbrecht  | Belgique    | ?              | 26/07/1994        | 2012-2013  | 0 (0)             | 0    | 0      | 0      |
| Leon Lievens      | Belgique    | ?              | ?                 | 1921-1922  | 12 (12)           | 2    | 0      | 0      |
| Ivo Ljubica       | Belgique    | ?              | 25/05/1967        | 1989-1990  | 0 (0)             | 0    | 0      | 0      |
| Fabio Lo Giudice  | Belgique    | ?              | 25/12/1992        | 2012-2013  | 0 (0)             | 0    | 0      | 0      |
| Marc Lomme        | Belgique    | ?              | 7/09/1961         | 1988-1996  | 0 (0)             | 0    | 0      | 0      |
| Thierry Lootens   | Belgique    | ?              | 24/04/1966        | 1986-1987  | 0 (0)             | 0    | 0      | 0      |

## M
| Joueur                  | Nationalité                      | Position          | Date de naissance | Période(s)           | Matches (dont D1) | Buts | Jaunes | Rouges |
| ----------------------- | -------------------------------- | ----------------- | ----------------- | -------------------- | ----------------- | ---- | ------ | ------ |
| John Machethe           | Belgique                         | ?                 | 10/10/1979        | 2001-2002            | 13 (0)            | 3    | 1      | 0      |
| Bruno Maes              | Belgique                         | ?                 | 19/07/1976        | 1995-1998            | 7 (0)             | 0    | 0      | 0      |
| Ignace Maes             | Belgique                         | ?                 | 20/01/1972        | 1991-1993            | 30 (0)            | 7    | 1      | 0      |
| Pieter Maes             | Belgique                         | Milieu de terrain | 19/07/1976        | 1997-1998            | 29 (0)            | 0    | 1      | 0      |
| Steven Maes             | Belgique                         | ?                 | 26/01/1979        | 2007-2009            | 52 (0)            | 22   | 3      | 1      |
| Gunther Maesele         | Belgique                         | ?                 | 25/09/1970        | 1989-1990            | 0 (0)             | 0    | 0      | 0      |
| Christophe Mahieu       | Belgique                         | ?                 | 20/09/1971        | 1999-2000            | 1 (0)             | 0    | 0      | 0      |
| Mathieu Maljers         | Belgique                         | ?                 | 9/12/1992         | 2010-2011            | 1 (0)             | 0    | 0      | 0      |
| Robert Mambo Mumba      | Kenya                            | Attaquant         | 25/10/1978        | 2001-2002            | 21 (0)            | 8    | 1      | 0      |
| Vincent Mannaert        | Belgique                         | ?                 | 8/10/1974         | 1995-1996            | 15 (0)            | 1    | 0      | 0      |
| Siegfried Mariman       | Belgique                         | ?                 | 20/10/1934        | 1965-1968            | 0 (0)             | 0    | 0      | 0      |
| Arthur Maryns           | Belgique                         | ?                 | ?                 | 1942-1943            | 0 (0)             | 0    | 0      | 0      |
| Pierre Maryns           | Belgique                         | ?                 | ?                 | 1942-1943            | 0 (0)             | 0    | 0      | 0      |
| Carl Massagie           | Belgique                         | ?                 | 6/03/1965         | 1999-2000            | 1 (0)             | 0    | 0      | 0      |
| Emmanuel Massaux        | Belgique                         | ?                 | 29/08/1976        | 2000-2001            | 16 (0)            | 2    | 4      | 0      |
| Ivan Matijasic          | Belgique                         | ?                 | ?                 | 1969-1970            | 0 (0)             | 0    | 0      | 0      |
| Brunel Matingou-Mouanga | Belgique                         | ?                 | 30/04/1966        | 1992-1993            | 1 (0)             | 0    | 0      | 0      |
| Alfred Mercer           | Belgique                         | ?                 | ?                 | 1911-1912            | 0 (0)             | 0    | 0      | 0      |
| Jacobus Mertens         | Belgique                         | ?                 | 30/08/1926        | 1951-1955            | 0 (0)             | 0    | 0      | 0      |
| Steven Mestdagh         | Belgique                         | ?                 | 1/02/1984         | 2008-2009            | 26 (0)            | 2    | 5      | 0      |
| Philippe Metelmann      | Belgique                         | ?                 | 27/10/1967        | 1986-1990            | 0 (0)             | 0    | 0      | 0      |
| Guillaume Meulders      | Belgique                         | Attaquant         | 15/04/1888        | 1908-1914            | 0 (0)             | 0    | 0      | 0      |
| Jean Meulders           | Belgique                         | ?                 | ?                 | 1909-1914            | 0 (0)             | 0    | 0      | 0      |
| Bart Meulewaeter        | Belgique                         | ?                 | 5/07/1984         | 2001-2002            | 0 (0)             | 0    | 0      | 0      |
| Wim Meysman             | Belgique                         | ?                 | 16/02/1971        | 1986-1987,1989-1990  | 0 (0)             | 0    | 0      | 0      |
| Peter Meysmans          | Belgique                         | ?                 | 12/05/1968        | 1989-1990            | 0 (0)             | 0    | 0      | 0      |
| Koen Michiels           | Belgique                         | ?                 | 31/05/1983        | 2003-2004            | 0 (0)             | 0    | 0      | 0      |
| Nzako Mokio             | Belgique                         | ?                 | 26/05/1969        | 1990-1996, 2003-2004 | 38 (0)            | 8    | 2      | 1      |
| Stéphane Monnier        | Belgique                         | ?                 | 13/09/1973        | 1996-1998            | 56 (0)            | 4    | 7      | 1      |
| David Moreels           | Belgique                         | ?                 | 19/09/1985        | 2008-2009            | 27 (0)            | 4    | 3      | 0      |
| Peter Moreels           | Belgique                         | ?                 | 12/07/1964        | 1988-1989            | 0 (0)             | 0    | 0      | 0      |
| Lucky M'Siska           | Belgique                         | ?                 | 17/03/1960        | 1989-1990            | 0 (0)             | 0    | 0      | 0      |
| Antoine Mukala Kabemba  | République démocratique du Congo | Attaquant         | 16/08/1974        | 1999                 | 8 (0)             | 1    | 2      | 0      |
| Wouter Mussche          | Belgique                         | ?                 | 16/10/1968        | 1997-1999            | 35 (0)            | 16   | 1      | 0      |
| Gerrit Muylaert         | Belgique                         | ?                 | 10/08/1960        | 1986-1987            | 0 (0)             | 0    | 0      | 0      |

## N
| Joueur                  | Nationalité | Position | Date de naissance | Période(s) | Matches (dont D1) | Buts | Jaunes | Rouges |
| ----------------------- | ----------- | -------- | ----------------- | ---------- | ----------------- | ---- | ------ | ------ |
| Franky Naudts           | Belgique    | ?        | 17/06/1958        | 1988-1990  | 0 (0)             | 0    | 0      | 0      |
| Marc Naudts             | Belgique    | ?        | 15/10/1953        | 1977-1978  | 0 (0)             | 0    | 0      | 0      |
| David Nègre             | Belgique    | ?        | 30/11/1973        | 1997-1998  | 2 (0)             | 0    | 0      | 0      |
| Dédé Muna Ngamunguela   | Belgique    | ?        | 28/08/1972        | 1998-2000  | 48 (0)            | 1    | 4      | 0      |
| Arnold Nguekam Tcheuffa | Belgique    | ?        | 25/06/1985        | 2009-2011  | 29 (0)            | 16   | 1      | 0      |
| Marc Notredame          | Belgique    | ?        | 11/03/1971        | 1992-1995  | 71 (0)            | 17   | 5      | 3      |
| Kenneth Notte           | Belgique    | ?        | 30/12/1983        | 2008-2009  | 25 (0)            | 2    | 3      | 0      |
| Kamel Noui              | Belgique    | ?        | 3/02/1967         | 1990-1991  | 14 (0)            | 0    | 1      | 0      |
| Stone Nyirenda          | Zambie      | ?        | 7/11/1963         | 1989-1990  | 0 (0)             | 0    | 0      | 0      |

## O
| Joueur          | Nationalité | Position          | Date de naissance | Période(s)           | Matches (dont D1) | Buts | Jaunes | Rouges |
| --------------- | ----------- | ----------------- | ----------------- | -------------------- | ----------------- | ---- | ------ | ------ |
| Huseyin Oguz    | Belgique    | ?                 | 26/07/1979        | 1996-1999            | 14 (0)            | 1    | 1      | 1      |
| Monday Omo      | Belgique    | ?                 | 16/08/1984        | 2010-2011            | 19 (0)            | 0    | 2      | 1      |
| Guido Ongena    | Belgique    | ?                 | 27/03/1963        | 1986-1987, 1995-1996 | 24 (0)            | 0    | 0      | 0      |
| Lorenzo Ongena  | Belgique    | ?                 | 5/02/1991         | 2010-2012            | 15 (0)            | 2    | 1      | 0      |
| Olivier Orlans  | Belgique    | Milieu de terrain | 2/09/1980         | 2007-2009            | 5 (0)             | 0    | 0      | 0      |
| Pascal Orlans   | Belgique    | ?                 | 11/10/1961        | 1990-1991            | 0 (0)             | 0    | 0      | 0      |
| Dirk Ott        | Belgique    | ?                 | 21/08/1960        | 1980-1987            | 0 (0)             | 0    | 0      | 0      |
| Steven Ott      | Belgique    | ?                 | 13/03/1986        | 2005-2006            | 0 (0)             | 0    | 0      | 0      |
| Bahjet Ouertani | Belgique    | ?                 | 9/02/1978         | 1999-2000            | 24 (0)            | 6    | 7      | 0      |
| Omer Ozer       | Belgique    | ?                 | 24/08/1978        | 1995-1999            | 6 (0)             | 0    | 1      | 0      |

## P
| Joueur                    | Nationalité | Position | Date de naissance | Période(s) | Matches (dont D1) | Buts | Jaunes | Rouges |
| ------------------------- | ----------- | -------- | ----------------- | ---------- | ----------------- | ---- | ------ | ------ |
| Bart Pannecoucke          | Belgique    | ?        | 30/05/1972        | 1991-2005  | 307 (0)           | 0    | 32     | 4      |
| Christophe Pennoit        | Belgique    | ?        | 28/02/1983        | 2004-2007  | 6 (0)             | 0    | 0      | 0      |
| Frederik Pennoit          | Belgique    | ?        | 6/08/1985         | 2004-2007  | 21 (0)            | 0    | 3      | 0      |
| Julio-Mario Pereira Bravo | Belgique    | ?        | 1/03/1993         | 2010-2013  | 10 (0)            | 2    | 0      | 0      |
| Gunther Perreman          | Belgique    | ?        | 13/08/1969        | 1990-1991  | 7 (0)             | 0    | 0      | 0      |
| Gunther Piens             | Belgique    | ?        | 28/09/1976        | 1998-2003  | 41 (0)            | 0    | 1      | 0      |
| Sandy Pierssens           | Belgique    | ?        | 28/09/1976        | 2000-2001  | 13 (0)            | 3    | 1      | 0      |
| Francesco Pirelli         | Belgique    | ?        | 7/04/1960         | 1991-1992  | 12 (0)            | 0    | 0      | 1      |
| Tim Plovie                | Belgique    | ?        | 23/02/1981        | 2002-2003  | 5 (0)             | 0    | 1      | 0      |
| Hubert Pluym              | Belgique    | ?        | 7/08/1954         | 1977-1978  | 0 (0)             | 0    | 0      | 0      |
| Daniel Poppe              | Belgique    | ?        | 28/08/1955        | 1979-1980  | 0 (0)             | 0    | 0      | 0      |
| Lauren Pringels           | Belgique    | ?        | 3/09/1991         | 2012-2013  | 0 (0)             | 0    | 0      | 0      |
| Rik Putzeys               | Belgique    | ?        | 31/03/1965        | 1986-1987  | 0 (0)             | 0    | 0      | 0      |

## Q
| Joueur       | Nationalité | Position  | Date de naissance | Période(s) | Matches (dont D1) | Buts | Jaunes | Rouges |
| ------------ | ----------- | --------- | ----------------- | ---------- | ----------------- | ---- | ------ | ------ |
| Willy Quipor | Belgique    | Attaquant | 16/02/1956        | 1988-1990  | 0 (0)             | 0    | 0      | 0      |

## R
| Joueur              | Nationalité | Position  | Date de naissance | Période(s) | Matches (dont D1) | Buts | Jaunes | Rouges |
| ------------------- | ----------- | --------- | ----------------- | ---------- | ----------------- | ---- | ------ | ------ |
| Jannick Raman       | Belgique    | ?         | 28/01/1983        | 2000-2001  | 0 (0)             | 0    | 0      | 0      |
| Keevin Reyns        | Belgique    | Attaquant | 2/06/1973         | 1995-1997  | 54 (0)            | 25   | 5      | 0      |
| Kevin Reyntjens     | Belgique    | ?         | 29/06/1973        | 1996-1997  | 26 (0)            | 1    | 6      | 0      |
| Radolph Richards    | Belgique    | ?         | 1/03/1967         | 1990-1994  | 97 (0)            | 20   | 7      | 2      |
| Raoul Rixhon        | Belgique    | ?         | ?                 | 1952-1953  | 0 (0)             | 0    | 0      | 0      |
| Otis Robert         | Belgique    | ?         | 6/04/1968         | 1991-1992  | 4 (0)             | 0    | 0      | 0      |
| Peter Roelands      | Belgique    | ?         | 20/02/1967        | 1998-1999  | 25 (0)            | 4    | 3      | 0      |
| Johan Roelandt      | Belgique    | ?         | 28/09/1968        | 1988-1989  | 0 (0)             | 0    | 0      | 0      |
| Stijn Roelandt      | Belgique    | ?         | 28/06/1976        | 1994-1995  | 0 (0)             | 0    | 0      | 0      |
| Quincy Rombaut      | Belgique    | ?         | 3/06/1983         | 2007-2010  | 52 (0)            | 3    | 13     | 1      |
| Jerry Rouck         | Belgique    | ?         | 4/12/1962         | 1989-1990  | 0 (0)             | 0    | 0      | 0      |
| Guillaume Rubulotta | Belgique    | ?         | 16/10/1989        | 2011-2012  | 26 (0)            | 0    | 9      | 1      |
| Johan Ryckbosch     | Belgique    | ?         | 18/09/1964        | 1989-1991  | 2 (0)             | 0    | 0      | 0      |

## S
| Joueur             | Nationalité | Position          | Date de naissance | Période(s) | Matches (dont D1) | Buts | Jaunes | Rouges |
| ------------------ | ----------- | ----------------- | ----------------- | ---------- | ----------------- | ---- | ------ | ------ |
| Didier Sandyck     | Belgique    | ?                 | ?                 | 1986-1987  | 0 (0)             | 0    | 0      | 0      |
| Andrade Santos     | Belgique    | ?                 | 10/09/1975        | 1999-2000  | 0 (0)             | 0    | 0      | 0      |
| Emmanuel Sarpong   | Ghana       | ?                 | 5/11/1971         | 1998-2000  | 46 (0)            | 18   | 5      | 1      |
| Kirsten Schatteman | Belgique    | ?                 | 27/05/1982        | 2000-2002  | 5 (0)             | 0    | 0      | 0      |
| René Schietse      | Belgique    | Milieu de terrain | 11/07/1889        | 1908-1922  | 0 (0)             | 0    | 0      | 0      |
| Quinten Schollaert | Belgique    | ?                 | 8/11/1984         | 2012-2013  | 0 (0)             | 0    | 0      | 0      |
| Kamil Sen          | Belgique    | ?                 | 12/06/1992        | 2011-2013  | 9 (0)             | 1    | 0      | 0      |
| Segun Rasaq Shabi  | Belgique    | ?                 | 22/12/1985        | 2009-2010  | 2 (0)             | 0    | 0      | 0      |
| Nicola Siddu       | Belgique    | ?                 | 16/10/1963        | 1990-1991  | 0 (0)             | 0    | 0      | 0      |
| Morgan Simoens     | Belgique    | ?                 | ?                 | 1966-1967  | 0 (0)             | 0    | 0      | 0      |
| Didier Sleewaert   | Belgique    | ?                 | ?                 | 1986-1987  | 0 (0)             | 0    | 0      | 0      |
| Pascal Smessaert   | Belgique    | ?                 | 3/09/1974         | 1998-1999  | 16 (0)            | 1    | 2      | 0      |
| Stefaan Smet       | Belgique    | ?                 | 4/02/1966         | 1995-1996  | 24 (0)            | 1    | 0      | 0      |
| Romain Sonneville  | Belgique    | ?                 | ?                 | 1908-1910  | 0 (0)             | 0    | 0      | 0      |
| Niko Stevens       | Belgique    | ?                 | 27/10/1984        | 2002-2003  | 1 (0)             | 0    | 0      | 0      |
| Ronny Steyaert     | Belgique    | ?                 | 27/03/1969        | 1988-1989  | 0 (0)             | 0    | 0      | 0      |
| Pascal Stremersch  | Belgique    | ?                 | 17/04/1966        | 1994-1995  | 24 (0)            | 5    | 0      | 0      |

## T
| Joueur            | Nationalité | Position | Date de naissance | Période(s) | Matches (dont D1) | Buts | Jaunes | Rouges |
| ----------------- | ----------- | -------- | ----------------- | ---------- | ----------------- | ---- | ------ | ------ |
| Hector Tack       | Belgique    | ?        | ?                 | 1909-1910  | 0 (0)             | 0    | 0      | 0      |
| Kristof Taerwe    | Belgique    | ?        | 14/07/1980        | 1997-2005  | 153 (0)           | 10   | 11     | 1      |
| Jonathan Tardioli | Belgique    | ?        | 3/07/1985         | 2008-2009  | 5 (0)             | 0    | 1      | 0      |
| Kenneth Teirlynck | Belgique    | ?        | 8/08/1989         | 2008-2013  | 66 (0)            | 8    | 7      | 2      |
| Steve Temmerman   | Belgique    | ?        | 11/07/1977        | 1995-1997  | 2 (0)             | 0    | 0      | 0      |
| Dirk Thomas       | Belgique    | ?        | 17/05/1961        | 1988-1989  | 0 (0)             | 0    | 0      | 0      |
| Ruben Thybaert    | Belgique    | ?        | 28/09/1989        | 2009-2012  | 75 (0)            | 13   | 6      | 0      |
| Eduard Tierens    | Belgique    | ?        | ?                 | 1951-1953  | 0 (0)             | 0    | 0      | 0      |
| Anthony Timo      | Belgique    | ?        | 14/01/1985        | 2005-2006  | 11 (0)            | 1    | 0      | 0      |
| Gregory Turf      | Belgique    | ?        | 2/10/1986         | 2009-2013  | 74 (0)            | 2    | 4      | 3      |

## U
| Joueur        | Nationalité | Position | Date de naissance | Période(s) | Matches (dont D1) | Buts | Jaunes | Rouges |
| ------------- | ----------- | -------- | ----------------- | ---------- | ----------------- | ---- | ------ | ------ |
| Ibrahim Unver | Belgique    | ?        | 24/12/1990        | 2010-2011  | 7 (0)             | 2    | 1      | 0      |

## V
| Joueur                     | Nationalité | Position          | Date de naissance | Période(s)           | Matches (dont D1) | Buts | Jaunes | Rouges |
| -------------------------- | ----------- | ----------------- | ----------------- | -------------------- | ----------------- | ---- | ------ | ------ |
| Chris Vaal                 | Belgique    | ?                 | 9/01/1986         | 2005-2007            | 37 (0)            | 0    | 5      | 0      |
| Geert Valck                | Belgique    | ?                 | 27/10/1967        | 1988-1997            | 137 (0)           | 3    | 12     | 1      |
| Richard Van Accolynen      | Belgique    | ?                 | ?                 | 1924-1935            | 0 (0)             | 0    | 0      | 0      |
| Brecht Van Cauwenberge     | Belgique    | ?                 | 27/01/1993        | 2012-2013            | 0 (0)             | 0    | 0      | 0      |
| Hans Van Damme             | Belgique    | ?                 | 26/08/1983        | 2002-2004            | 34 (0)            | 7    | 0      | 0      |
| Jurgen Van De Sompel       | Belgique    | ?                 | 25/02/1974        | 1997-1998            | 12 (0)            | 2    | 1      | 0      |
| Koen Van De Sompel         | Belgique    | ?                 | 24/06/1987        | 2005-2006            | 1 (0)             | 0    | 0      | 0      |
| Christophe Van Den Abbeele | Belgique    | ?                 | 24/06/1981        | 2002-2003            | 11 (0)            | 2    | 0      | 1      |
| Etienne Van Den Abbeele    | Belgique    | ?                 | 14/02/1953        | 1979-1980            | 0 (0)             | 0    | 0      | 0      |
| Mark Van Den Abeele        | Belgique    | ?                 | 21/02/1957        | 1986-1987            | 0 (0)             | 0    | 0      | 0      |
| Didier Van Den Berghe      | Belgique    | ?                 | 28/11/1963        | 1989-1990            | 0 (0)             | 0    | 0      | 0      |
| Tom Van Der Bauwhede       | Belgique    | ?                 | 3/01/1972         | 1990-1996            | 88 (0)            | 4    | 7      | 1      |
| Arthur Van der Cruyssen    | Belgique    | ?                 | ?                 | 1926-1935            | 0 (0)             | 0    | 0      | 0      |
| Emile Van Der Cruyssen     | Belgique    | ?                 | ?                 | 1952-1955            | 0 (0)             | 0    | 0      | 0      |
| Maurice Van Der Cruyssen   | Belgique    | ?                 | ?                 | 1931-1932            | 0 (0)             | 0    | 0      | 0      |
| Arnold Van Der Eecken      | Belgique    | ?                 | ?                 | 1950-1951            | 0 (0)             | 0    | 0      | 0      |
| Glenn Van Der Eecken       | Belgique    | ?                 | 20/12/1992        | 2010-2011            | 2 (0)             | 0    | 0      | 0      |
| Kjell Van Der Haeghen      | Belgique    | ?                 | 31/01/1986        | 2005-2006            | 13 (0)            | 1    | 1      | 0      |
| Frans Van Der Schueren     | Belgique    | ?                 | 13/09/1961        | 1991-1992            | 17 (0)            | 3    | 3      | 0      |
| Hans Van Doorne            | Belgique    | ?                 | 30/08/1970        | 1988-1990            | 0 (0)             | 0    | 0      | 0      |
| Christof Van Driessche     | Belgique    | ?                 | 4/07/1976         | 1995-1997            | 5 (0)             | 0    | 0      | 0      |
| Bart Van Droogenbroeck     | Belgique    | ?                 | 2/12/1988         | 2008-2011            | 72 (0)            | 0    | 4      | 0      |
| Jurgen Van Duysen          | Belgique    | ?                 | 18/02/1977        | 2004-2005            | 21 (0)            | 1    | 0      | 0      |
| Chris Van Geem             | Belgique    | ?                 | 7/07/1971         | 1990-1993            | 78 (0)            | 1    | 6      | 1      |
| Kevin Van Geem             | Belgique    | Attaquant         | 9/07/1977         | 1998-1999            | 25 (0)            | 5    | 3      | 0      |
| Pascal Van Gheem           | Belgique    | ?                 | 28/02/1968        | 1998-2000            | 23 (0)            | 0    | 1      | 1      |
| Mike Van Gompel            | Belgique    | ?                 | 22/10/1967        | 1994-1995            | 0 (0)             | 0    | 0      | 0      |
| Hendrik Van Hende          | Belgique    | ?                 | 17/07/1969        | 1994-1995            | 24 (0)            | 0    | 7      | 1      |
| Steven Van Herreweghe      | Belgique    | ?                 | 19/08/1976        | 2000-2002            | 54 (0)            | 6    | 12     | 1      |
| Cedric Van Heule           | Belgique    | ?                 | 20/01/1989        | 2008-2013            | 60 (0)            | 0    | 3      | 0      |
| Pieter Van Hyfte-Ysebaert  | Belgique    | ?                 | 21/01/1989        | 2010-2012            | 23 (0)            | 0    | 2      | 0      |
| Alexander Van Kerschaver   | Belgique    | ?                 | 10/08/1981        | 1999-2000            | 0 (0)             | 0    | 0      | 0      |
| Stephan Van Laere          | Belgique    | ?                 | 21/09/1972        | 1998-2000            | 55 (0)            | 10   | 7      | 0      |
| Yves Van Lokeren           | Belgique    | ?                 | 7/11/1988         | 2007-2009            | 20 (0)            | 1    | 3      | 0      |
| Bram Van Melkebeke         | Belgique    | ?                 | 13/02/1986        | 2005-2006            | 0 (0)             | 0    | 0      | 0      |
| Sven Van Nevel             | Belgique    | ?                 | 7/10/1991         | 2010-2012            | 36 (0)            | 1    | 2      | 0      |
| Nicola Van Nuffel          | Belgique    | ?                 | 16/06/1981        | 1999-2000            | 1 (0)             | 0    | 0      | 0      |
| Nicolas Van Peteghem       | Belgique    | ?                 | 24/11/1989        | 2007-2013            | 79 (0)            | 12   | 17     | 1      |
| Daniël van Pottelberghe    | Belgique    | Attaquant         | 16/10/1924        | 1959-1960            | 0 (0)             | 0    | 0      | 0      |
| Steven Van Steenberghe     | Belgique    | ?                 | 26/08/1978        | 1998-1999            | 8 (0)             | 0    | 0      | 0      |
| Michel Van Vaerenbergh     | Belgique    | ?                 | 21/02/1920        | 1951-1953            | 0 (0)             | 0    | 0      | 0      |
| Dave Van Waes              | Belgique    | ?                 | 5/02/1976         | 2006-2009            | 63 (0)            | 5    | 8      | 2      |
| Pavel Vancaester           | Belgique    | ?                 | 13/03/1988        | 2010-2011            | 3 (0)             | 0    | 0      | 0      |
| Guus Vandekerckhove        | Belgique    | ?                 | 12/03/1994        | 2012-2013            | 0 (0)             | 0    | 0      | 0      |
| Guy Vanden Broecke         | Belgique    | ?                 | 4/04/1966         | 1988-1989            | 0 (0)             | 0    | 0      | 0      |
| Steve Vanden Neste         | Belgique    | ?                 | 2/01/1974         | 1994-1998            | 64 (0)            | 5    | 8      | 1      |
| Jean-Yves Vandenberghe     | Belgique    | ?                 | 13/07/1962        | 1989-1990            | 0 (0)             | 0    | 0      | 0      |
| Thibaut Vandenberghe       | Belgique    | ?                 | 26/09/1989        | 2007-2009            | 3 (0)             | 0    | 0      | 0      |
| Steve Vandenbrande         | Belgique    | ?                 | 22/06/1981        | 2001-2002            | 3 (0)             | 0    | 0      | 0      |
| Geoffrey Vandendorpe       | Belgique    | Milieu de terrain | 5/11/1974         | 2003-2004            | 27 (0)            | 4    | 2      | 0      |
| Jeremy Vander Linden       | Belgique    | ?                 | 4/03/1992         | 2010-2012            | 42 (0)            | 7    | 10     | 0      |
| Kevin Vandercruyssen       | Belgique    | ?                 | 19/12/1985        | 2003-2010            | 94 (0)            | 1    | 12     | 2      |
| Reuben Vandercruyssen      | Belgique    | ?                 | 30/05/1987        | 2004-2005            | 0 (0)             | 0    | 0      | 0      |
| Albert Vanderhaegen        | Belgique    | ?                 | ?                 | 1923-1924            | 0 (0)             | 0    | 0      | 0      |
| Beau Vanderheyden          | Belgique    | ?                 | 2/08/1989         | 2006-2007            | 1 (0)             | 0    | 0      | 0      |
| Stijn Vanderkimpen         | Belgique    | ?                 | 22/03/1979        | 2000-2002            | 9 (0)             | 1    | 0      | 0      |
| Peter Vandermotten         | Belgique    | ?                 | 13/10/1972        | 1992-1995            | 2 (0)             | 0    | 0      | 0      |
| Luc Vanderschommen         | Belgique    | ?                 | 21/09/1954        | 1989-1995            | 72 (0)            | 4    | 1      | 1      |
| Franky Vanderschueren      | Belgique    | ?                 | 26/05/1962        | 1986-1987            | 0 (0)             | 0    | 0      | 0      |
| Jules Vanstyvendael        | Belgique    | ?                 | 16/07/1992        | 2011-2012            | 0 (0)             | 0    | 0      | 0      |
| Vincent Varache            | Belgique    | ?                 | 18/01/1982        | 2009-2010            | 18 (0)            | 2    | 5      | 0      |
| Wouter Verbanck            | Belgique    | ?                 | 26/09/1977        | 1997-1998            | 1 (0)             | 0    | 0      | 0      |
| Timothy Verbelen           | Belgique    | ?                 | 15/09/1989        | 2007-2009            | 10 (0)            | 2    | 0      | 0      |
| Gert-Jan Verdegem          | Belgique    | ?                 | 16/10/1991        | 2010-2011            | 0 (0)             | 0    | 0      | 0      |
| Tom Verdegem               | Belgique    | ?                 | 13/09/1967        | 1999-2003            | 109 (0)           | 21   | 5      | 1      |
| Didier Verheuge            | Belgique    | ?                 | 2/08/1964         | 1990-1997            | 199 (0)           | 31   | 15     | 1      |
| Chris Verhulst             | Belgique    | ?                 | 21/07/1963        | 1992-1996            | 57 (0)            | 1    | 11     | 0      |
| Roger Verkeyn              | Belgique    | Milieu de terrain | 17/10/1941        | 1973-1977            | 0 (0)             | 0    | 0      | 0      |
| Wim Vermeersch             | Belgique    | ?                 | 18/10/1981        | 2000-2001            | 2 (0)             | 0    | 0      | 0      |
| Mathy Vermeulen            | Belgique    | ?                 | 9/12/1981         | 2002-2003            | 23 (0)            | 0    | 4      | 0      |
| Erwin Verpeten             | Belgique    | ?                 | 12/11/1956        | 1988-1989            | 0 (0)             | 0    | 0      | 0      |
| Ludwig Verschraegen        | Belgique    | ?                 | 29/07/1982        | 2000-2012            | 267 (0)           | 6    | 16     | 1      |
| Kevin Versijpt             | Belgique    | ?                 | 7/08/1986         | 2004-2005            | 1 (0)             | 0    | 0      | 0      |
| Kristof Verspeeten         | Belgique    | ?                 | 22/03/1992        | 2012-2013            | 0 (0)             | 0    | 0      | 0      |
| Robert Verstraeten         | Belgique    | ?                 | ?                 | 1920-1932            | 0 (0)             | 0    | 0      | 0      |
| Hans Verstuyft             | Belgique    | ?                 | 26/08/1971        | 1999-2000, 2003-2004 | 25 (0)            | 4    | 2      | 0      |
| Kenneth Versypt            | Belgique    | ?                 | 23/10/1989        | 2006-2007            | 0 (0)             | 0    | 0      | 0      |
| Christophe Vertriest       | Belgique    | ?                 | 9/04/1975         | 2000-2001            | 0 (0)             | 0    | 0      | 0      |
| Ronny Vervaet              | Belgique    | ?                 | 31/01/1965        | 1986-1987            | 0 (0)             | 0    | 0      | 0      |
| Sepp Vervust               | Belgique    | ?                 | 8/10/1987         | 2009-2012            | 35 (0)            | 6    | 3      | 0      |
| Jonas Vispoel              | Belgique    | ?                 | 19/05/1989        | 2008-2011            | 28 (0)            | 0    | 0      | 1      |
| Gregory Voiturier          | Belgique    | ?                 | 20/10/1971        | 2000-2001            | 19 (0)            | 2    | 1      | 0      |

## W
| Joueur           | Nationalité | Position          | Date de naissance | Période(s) | Matches (dont D1) | Buts | Jaunes | Rouges |
| ---------------- | ----------- | ----------------- | ----------------- | ---------- | ----------------- | ---- | ------ | ------ |
| Paul Wackers     | Belgique    | ?                 | ?                 | 1909-1910  | 0 (0)             | 0    | 0      | 0      |
| Kevin Wagabaza   | Belgique    | ?                 | 4/04/1995         | 2012-2013  | 0 (0)             | 0    | 0      | 0      |
| Félix Week       | Belgique    | Gardien de but    | 6/01/1929         | 1948-1950  | 0 (0)             | 0    | 0      | 0      |
| Mathieu Welvaert | Belgique    | ?                 | 13/01/1992        | 2011-2013  | 25 (0)            | 1    | 7      | 0      |
| Kenneth Weytens  | Belgique    | Milieu de terrain | 26/01/1987        | 2009-2010  | 16 (0)            | 1    | 3      | 0      |
| Jean Wijns       | Belgique    | ?                 | 20/12/1925        | 1949-1953  | 0 (0)             | 0    | 0      | 0      |
| Maurice Willems  | Belgique    | Attaquant         | 24/09/1929        | 1962-1964  | 0 (0)             | 0    | 0      | 0      |
| Gustaaf Wolfs    | Belgique    | ?                 | ?                 | 1926-1935  | 0 (0)             | 0    | 0      | 0      |
| Kurt Wuytack     | Belgique    | ?                 | 20/04/1974        | 1999-2000  | 13 (0)            | 2    | 1      | 0      |
| Andy Wyckaert    | Belgique    | ?                 | 24/03/1979        | 2010-2011  | 24 (0)            | 5    | 3      | 1      |
| Jules Wyckaert   | Belgique    | ?                 | ?                 | 1921-1922  | 0 (0)             | 0    | 0      | 0      |
| Gustave Wyseur   | Belgique    | ?                 | ?                 | 1911-1913  | 0 (0)             | 0    | 0      | 0      |

## Z
| Joueur              | Nationalité     | Position          | Date de naissance | Période(s) | Matches (dont D1) | Buts | Jaunes | Rouges |
| ------------------- | --------------- | ----------------- | ----------------- | ---------- | ----------------- | ---- | ------ | ------ |
| Peter Zelenský      | Tchécoslovaquie | Milieu de terrain | 27/11/1958        | 1990-1993  | 63 (0)            | 2    | 8      | 1      |
| Abderrahman Zeougui | Belgique        | ?                 | 24/09/1987        | 2005-2006  | 13 (0)            | 0    | 2      | 0      |

### Sources
- (nl) « Liste des joueurs du club », sur Belgian Soccer Database (Racing Club de Gand)
- (nl) « Liste des joueurs du club », sur Belgian Soccer Database (Royal Racing Club de Gand)
- (nl) « Liste des joueurs du club », sur Belgian Soccer Database (Racing Heirnis Club de Gand)
- (nl) « Liste des joueurs du club », sur Belgian Soccer Database (KRC Gand-Zeehaven)